# 半田市公共交通バス

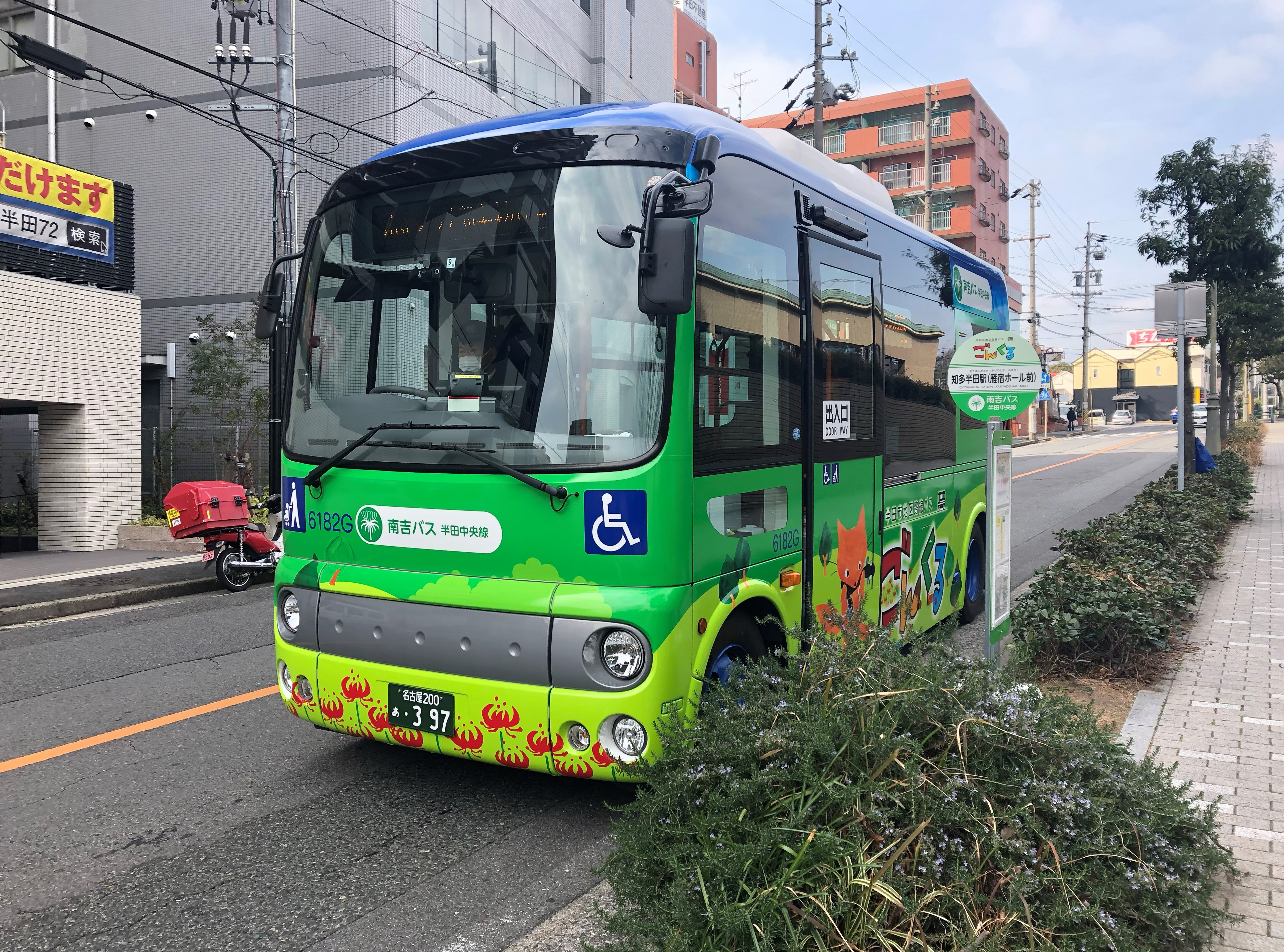
地区路線A「ごんくる」半田中央線（南吉バス）専用車両
日野・ポンチョ（知多乗合）

半田市公共交通バス（はんだしこうきょうこうつうバス）は、愛知県半田市が運行するコミュニティバスである。
半田市では、以下の路線をコミュニティバス「半田市公共交通バス」と定義している。
1. 基幹路線 - 知多乗合半田北部線、半田・常滑線の2路線。バス事業者（知多乗合）が運行主体となって運行する[1]。
2. 地区路線A - 知多乗合の廃止代替路線。半田市および地域住民が運行主体となり、知多乗合（半田営業所）へ運行委託。愛称は「ごんくる」[1]。
3. 地区路線B - 基幹路線や地区路線Aの運行が困難な交通空白地域をワンボックスカーで運行。地域住民団体が運行主体となり、安全タクシーへ運行委託[1][2]。愛称は「ごん吉くんバス」[1]。2021年9月1日からは「ならワゴン」[1][2]、「さくらバス」[1]も運行開始された。

本項では、市や地域が運行主体となる地区路線A・地区路線Bについて述べる。知多乗合が運行主体となる基幹路線については「知多乗合#半田営業所（住吉車庫）」を参照。

## 歴史

### 前史
2001年（平成13年）7月20日から「公共施設巡回バス」の名称でコミュニティバスの試験運行を開始、知多乗合に運行を委託していた。しかし利用が芳しくなく、2002年（平成14年）12月27日をもって運行終了した。運行車両は知多乗合の中型バス（当時在籍していたバリアフリー非対応車を含む）を使用し、運賃は1乗車あたり200円としていた。

### 地区路線Aの開業
その後、2015年（平成27年）度から半田市地域公共交通会議が断続的に開かれ、新たなコミュニティバスのあり方について協議が続けられてきた。
2018年（平成30年）3月30日に策定された「半田市地域公共交通網形成計画」に基づき、同年10月1日より市内の公共交通バスの路線網を大幅再編した。
その結果同日より、知多乗合が運行主体となる6路線を統廃合の上、基幹路線「半田北部線」「半田・常滑線」の2路線へ再編した。
この既存路線の統廃合により発生する路線バス空白地帯を解消するため、市が運行主体となり知多乗合へ委託する形で、コミュニティバスの新規路線として地区路線バス「ごんくる」を開業、「亀崎・有脇線（亀有バス）」、「半田中央線（南吉バス）」、「青山・成岩線（青成バス）」の3路線を運行開始したした。

#### 運行形態
「ごんくる」は、土休日や年末年始も含め、毎日同一のダイヤで運行する。均一運賃ながら整理券方式の運賃後払い制を採用して乗客の動向調査を可能とした。
他路線への乗り継ぎは、降車時に運転手へ申告して乗継券を受け取り、乗り継ぎ先のバスを降車する際に乗継券を運賃とともに運賃箱へ投入する（乗継券のみで運賃が不要となる場合もある）。また、知多乗合の「半田北部線」と「半田・常滑線」（知多半田駅 - 西板山）にも同様の手順で相互乗り継ぎが可能だが、「半田・常滑線」の半田市外（常滑市内）の停留所との乗り継ぎでは乗継券は使えず個別に精算する必要がある。
知多乗合が運行受託する地区路線Aでは専用の金額組み合わせ式回数乗車券（2,000円で2,200円分、3,000円で3,500円分）を車内で販売しており、地区路線Aで利用できる。2025年（令和7年）2月8日よりmanacaやTOICAなどの交通系ICカードを導入。

#### 2020年の改正
「ごんくる」開業の2年後となる2020年（令和2年）4月1日には、バスロケーションシステム「BUS GO」を導入するとともに、定時性確保のため全線でダイヤ改正を実施し、同時に利用が低迷していた「亀崎・有脇線（亀有バス）」の経路変更も行った。
この「亀崎・有脇線（亀有バス）」の経路変更により、乙川地区・平地地区を経由する区間が追加された一方で、有脇地区の中心部を経由する区間が廃止され、有脇小学校区内は「市営緑ヶ丘住宅」の手前で折り返すルートのみとなった。経路変更前は緑ヶ丘住宅内に2箇所のバス停があったが、改正後は「ごんくる」以前に運行されていた知多乗合上池線の終点に設置した「緑ヶ丘9丁目」バス停で折り返している。また、運行開始時はほぼ1時間間隔で運行されていた「青山・成岩線（青成バス）」は、2020年のダイヤ改正後は運転間隔が一定でなくなったため、「半田中央線（南吉バス）」や、知多乗合の「半田・常滑線」との接続は悪化している。

### 地区路線Bの開業
2020年（令和2年）10月1日から新規路線として、岩滑小学校エリアを中心に、地区路線B「ごん吉くんバス（岩滑小線）」が開業した。安全タクシーへ委託する形で運行し、車両はワンボックスカーのトヨタ・ハイエースを使用する。
この路線は、岩滑地区の住民有志が設立した「地区バス会」をはじめとする地域住民の働きかけにより運行開始に至った路線で、住民へのアンケート調査で要望が多かったショッピングセンター「アピタ阿久比店」および「パワードーム半田」を経由する「アピタコース」と「パワードームコース」の2路線を曜日ごとに運行することとした。曜日によって経路が変わり、月・水・金曜日はアピタ阿久比店を経由する「アピタルート」、火・木曜日はパワードーム半田を経由する「パワードームルート」となる。
地区路線B「ごん吉くんバス（岩滑小線）」は、地区路線A「南吉バス（半田中央線）」を補完するもので、「ごん吉くん」は半田市出身の童話作家・新美南吉の生誕100年を記念して登場したイメージキャラクターで、新美南吉記念館のマスコットキャラクターでもある。

#### 路線の拡充
翌2021年（令和3年）9月1日からは、地区路線Bを拡充し「ならワゴン（成岩東部線）」と「さくらバス（瑞穂線）」を運行開始した。住民へのアンケート調査で要望が多かった鉄道駅や医療機関、商業施設などを経由地に盛り込んでいる。
また、半田市立半田病院の移転に伴い、2025年（令和7年）4月1日より「知多半島総合医療センター線」の運行を開始した。

#### 運行形態
地区路線Bの運行日は平日のみで、土休日と年末年始（12月31日 - 1月3日）は運休する。
ただし、知多半島総合医療センター線のみは、土休日および年末年始も運行する。
運賃は1乗車100円均一で、交通系ICカードは使用できない。回数券は専用のものが用意されている。ハイエース使用路線では運賃前払い制で、他線との乗り継ぎ割引はない。また車内に降車ボタンはないため、運賃前払いの際に運転手に降車バス停を申告する必要がある。

## 運賃・乗車券類

### 運賃一覧
- 1乗車：100円、半田市内乗り継ぎ上限200円。
  - 乗り継ぎ上限は、地区路線A「ごんくる」3路線、基幹路線（半田北部線、半田・常滑線[注釈 3]）で適用。同じ路線を乗り継がない場合に限る。理論上は適用の5路線全てを乗り継ぐことも可能。
  - 地区路線B（岩滑小線、成岩東部線、瑞穂線）は乗り継ぎ割引を適用しない。
- 未就学児は運賃無料[1]。
  - 2022年（令和4年）7月1日から地区路線Aごんくる（亀崎・有脇線、半田中央線、青山・成岩線）の小学生運賃が無料となった[1]。前日（）
  - 運行開始から同年6月30日以前は、地区路線Aのみ、小学生は大人運賃の半額（一日乗車券・定期券類も含む）であった。
- 市内在住の障害者とその介助者は、事前に特別乗車証の申請と交付を受けることで運賃無料で乗車できる[1]。

### 乗車券一覧
一日乗車券
- 一日乗車券：400円
  - 地区路線A、地区路線B、基幹路線の全てに乗車可能。

定期乗車券
- 1か月定期券：4,000円
  - 地区路線Aの全線定期券。
  - 地区路線Aに加え、基幹路線にも乗車できる定期券（8,000円）もある。
  - 地区路線Bの定期券は設定されていない。

回数乗車券
- 地区路線A 共通専用回数券：2,000円（2,200円分利用可能）・3,000円（3,500円分利用可能）
  - 地区路線Aの車内販売のみ。地区路線B、基幹路線では使用できない。

- 地区路線B 共通専用回数券：12枚綴り1,000円。
  - 地区路線Bの車内販売のみ。地区路線A、基幹路線では使用できない。

### 無料乗車キャンペーン（終了）
- 2022年（令和4年）11月1日から翌2023年（令和5年）2月28日までの4か月間にわたり、公共交通利用促進のため「半田市路線バス8路線無料乗車キャンペーン」を実施し、半田市公共交通バス8路線（基幹路線2路線、地区路線A「ごんくる」3路線、地区路線B「ごん吉くんバス」ほか3路線を無料で、期間内に何度でも乗車できた[1]。また市民のみならず市外からの乗客も無料乗車キャンペーンの対象となった[1]。

## 路線
太字は乗継できるバス停（主要バス停を掲載）

### 地区路線A「ごんくる」
- 亀有バス[注釈 4]：亀崎・有脇線
  - 日本福祉大学半田キャンパス → 七本木池公園 → 向山 → 平地2区区民館 → トライアル半田亀崎店 → 県社 → 亀崎小学校 → 亀崎駅 → 亀崎コミュニティ会館 → 日本福祉大学半田キャンパス → 緑ケ丘9丁目 → 日本福祉大学半田キャンパス

- 南吉バス[注釈 5]：半田中央線
  - 知多半田駅（瀧上工業雁宿ホール前） → 住吉町駅東 → 半田赤レンガ建物 → パワードーム半田 → 知多バス本社 → 住吉町駅東 → 知多半田駅（瀧上工業雁宿ホール前） → 半田図書館・博物館 → 新美南吉記念館 → 半田図書館・博物館 → 知多半田駅（瀧上工業雁宿ホール前）

- 青成バス[注釈 6]：青山・成岩線
  - 青山駅 → 半田コロナワールド西 → イオン半田店 → 青山駅 → 成岩駅西 → 半田図書館・博物館 → 宮本町5丁目 → 青山駅 → 市営君ケ橋住宅 → 青山駅

### 地区路線B
- 岩滑小線「ごん吉くんバス」[9]
  - 月・水・金曜：アピタルート
    - ファミリーマートやなべ高山店 → 新美南吉記念館 → 宝来町 → 新美南吉記念館 → エクボ半田店 → ファミリーマートやなべ高山店 → 出口町2丁目 → 住吉町駅西 → アピタ阿久比店 → 植大駅 → 出口町2丁目 → ファミリーマートやなべ高山店

  - 火・木曜：パワードームルート
    - ファミリーマートやなべ高山店 → 新美南吉記念館 → 宝来町 → 新美南吉記念館 → エクボ半田店 → ファミリーマートやなべ高山店 → 出口町2丁目 → 入口屋 → パワードーム半田 → 入口屋 → 出口町2丁目 → ファミリーマートやなべ高山店

- 成岩東部線「ならワゴン」[10]
  - 半田駅 → 港本町1丁目 → ふらっとスペース・ならわ → 青山駅 → 成岩公民館前 → イシハラ成岩店 → 成岩公民館前 → 知多半田駅 → 港本町1丁目 → 半田駅

- 瑞穂線「さくらバス」[11]
  - 知多半田駅 → 半田駅 → 半田商工会議所 → パワードーム半田 → 瑞穂記念館 → 東部公園西 → 六番公園 → 県営半田住宅前 → 新栄町 → 知多半田駅
  - 知多半田駅 → 半田駅 → 瑞穂記念館 → 東部公園西 → 六番公園 → 県営半田住宅前 → 市役所前 → パワードーム半田 → 半田商工会議所 → 半田駅 → 知多半田駅

- 知多半島総合医療センター線[12]
  - 北ルート
    - 知多半田駅 → 知多半田駅（瀧上工業雁宿ホール前） → 雁宿公園 → 新美南吉記念館 → 新生町 → 知多半島総合医療センター

  - 南ルート
    - 知多半田駅 → 成岩駅西 → 半田図書館・博物館 → 知多半島総合医療センター

## 車両

### 地区路線Aの車両
地区路線Aでは専用車両として、知多乗合が保有する日野・ポンチョ（1ドア仕様）を使用する。2018年10月1日の「ごんくる」運行開始時に3台の新型車両を導入し、亀有バスは『手袋を買いに』、南吉バスは『ごん狐』、青成バスは『デンデンムシノカナシミ』のデザインとなっている。ラッピング車両のデザインは、半田市出身のデザイナー・イラストレーターの石川みほが担当した。
専用車両が検査などで使用できない場合は、知多乗合の一般路線車を代車として使用する。

### 地区路線Bの車両
地区路線Bでは、安全タクシーが保有するトヨタ・ハイエースを使用する。当初は全路線ともコミュニティバスであることを示すステッカーを貼付して運行していたが、後に、路線毎に異なるデザインの全面ラッピングが施された。なお、知多半島総合医療センター線に使用する車両はラッピングなどは行わずステッカー貼付となっている。